# Manolsko Konare
Manolsko Konare (Bulgaars: Манолско Конаре) is een dorp in Bulgarije. Het dorp is gelegen in de gemeente Maritsa, oblast Plovdiv. Het dorp ligt hemelsbreed ongeveer 18 km ten noordoosten van Plovdiv en 144 km ten zuidoosten van de hoofdstad Sofia. 

## Bevolking
Op 31 december 2020 woonden er 763 personen in het dorp Manolsko Konare.
|  |

De grootste bevolkingsgroep vormden de etnische Bulgaren, maar er woont ook een grote gemeenschap van de Roma.
| Etnische samenstelling van de respondenten (2011) | Etnische samenstelling van de respondenten (2011) | Etnische samenstelling van de respondenten (2011) | Etnische samenstelling van de respondenten (2011) | Etnische samenstelling van de respondenten (2011) |
| ------------------------------------------------- | ------------------------------------------------- | ------------------------------------------------- | ------------------------------------------------- | ------------------------------------------------- |
|                                                   |                                                   |                                                   |                                                   |                                                   |
| Bulgaren                                          | Bulgaren                                          |                                                   | 86,6%                                             | 86,6%                                             |
| Turken                                            | Turken                                            |                                                   | 0,0%                                              | 0,0%                                              |
| Roma                                              | Roma                                              |                                                   | 13,1%                                             | 13,1%                                             |
| Anders/Onbekend                                   | Anders/Onbekend                                   |                                                   | 0,3%                                              | 0,3%                                              |

Van de 706 inwoners in februari 2011 werden geteld, waren er 61 jonger dan 15 jaar oud (8,6%), gevolgd door 433 personen tussen de 15-64 jaar oud (61,3%) en 212 personen van 65 jaar of ouder (30%).